# 阿拉伯帝国

阿拉伯帝国的扩张

阿拉伯帝国（632年－1258年），是阿拉伯半岛上的阿拉伯人于中世纪创建的統治伊斯兰教穆斯林，由哈里發統治的帝國（本意為「哈里發的領地」）。唐代以来的中国史书，如《经行记》、《旧唐书》、《新唐书》、《宋史》、《辽史》等，均称之为大食（波斯语Tazi或Taziks的译音，即今塔吉克），而西欧则习惯将其称作萨拉森帝國（在阿拉伯文中意指「东方人的帝国」）。
阿拉伯帝国包括正统哈里发时期和倭马亚王朝、阿拔斯王朝三个时期。帝国最强盛的时候，疆域东起印度河和中国边境，西至大西洋沿岸，北达裏海，南接阿拉伯海，是继阿契美尼德王朝的波斯帝国、亚历山大帝国、罗马帝国之后又一个地跨亚、欧、非三洲的大帝国。
由于其独特的地理位置，阿拉伯帝国的兴起改变了周边许多民族的发展进程，在中世纪的历史上对科技及医学的发展产生了非常重要的影响。

## 历史

### 帝国的建立
狹義的阿拉伯民族是指源于阿拉伯半岛沙漠和半沙漠地带的游牧民族，不论是根据犹太教的《圣经》還是伊斯兰教的《古兰经》中的记载，都认为他们和亞伯拉罕有血缘关系，语言分类中也同属于闪含语系。原来都是一些分散在阿拉伯半岛中的以家族为基础的部落。
从6世纪后半叶开始，由于埃及的混乱以及拜占廷和波斯之间的连年战争，使得原先的波斯湾-红海-尼罗河的商路无法通行，商人们改走更为安全的，通过阿拉伯半岛的陆路。地处商路中段，东到波斯湾，西至红海，北往叙利亚，南通葉门的交通枢纽，商業城市麦加因此而变得繁荣起来。
穆斯林認為是在公元610年開始，伊斯兰教先知穆罕默德开始以真主之名在麦加传播伊斯兰教。随着传教逐渐公开，伊斯兰教徒先從貧民开始增加，後來甚至一些商业贵族家族成员也加入，并引起以倭马亚家族为核心的麦加统治集团的关注。为了自身的统治利益，倭马亚等贵族开始对穆罕默德进行迫害。622年，穆罕默德被迫出走，迁往雅特里布城。雅特里布亦因穆罕默德的到来而改名为麦地那·纳比，意为“先知之城”，简称麦地那。
到麦地那后，穆罕默德调解了该城原有部落间的各種争端，得到了更高的威望。待到時機成熟，便将計劃應用在社会实践，以麦加的穆斯林迁士和麦地那辅士为基本力量，组建起穆斯林公社乌玛，并以伊斯蘭教原則制定宪章，作为处理内部和外部事物的准则。
穆斯林相信，為了防範麥加方面的威脅及保護新生政权，穆罕默德受到真主的授權指挥乌马公社，並以自衛性战争方式反擊。624年，穆斯林方袭击了麦加倭马亚家族的一支武装商队，從而引发了伯德尔战役，結果以少胜多。这不仅给了倭马亚家族精神上的沉重打击，也被穆斯林们视为是安拉佑助的结果，大大改變了穆罕默德在麦地那人中對他保持觀望態度的看法，扩大了伊斯兰教的影响。此后数年间，穆罕默德先后两度与麦加军队交锋。627年，穆罕默德以坚守之策，挫败麦加万人大军对麦地那城的围攻，穆斯林因此解除了新兴政权面临的军事威胁。此后，麦地那军队愈战愈强，屡战屡胜，通過派遣弟子宣揚伊斯兰教，聯合周围各部落，扩大伊斯兰教的影响力，使這個麦地那的伊斯蘭国家成为当时阿拉伯半岛上最强大的政治、宗教和军事力量。
630年初，在半島上的伊斯蘭教势力日渐巩固後，穆罕默德率穆斯林大军兵临麦加城下，双方缔结了《侯德比耶和约》，穆斯林兵不血刃就降服了麦加城，居民更主動接受伊斯兰教，麦加贵族在宗教上的优越地位也得以保持。随后，阿拉伯半岛远近的各个部落纷纷遣派使者往麦地那表示归顺，少数對抗者遭到镇压。自此，阿拉伯半岛上的各部落民众开始以伊斯兰教为核心建立一个统一的阿拉伯穆斯林国家。

### 正统哈里发时期（632年—661年）

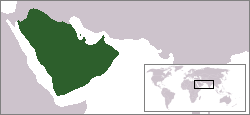
632年的阿拉伯帝国领土

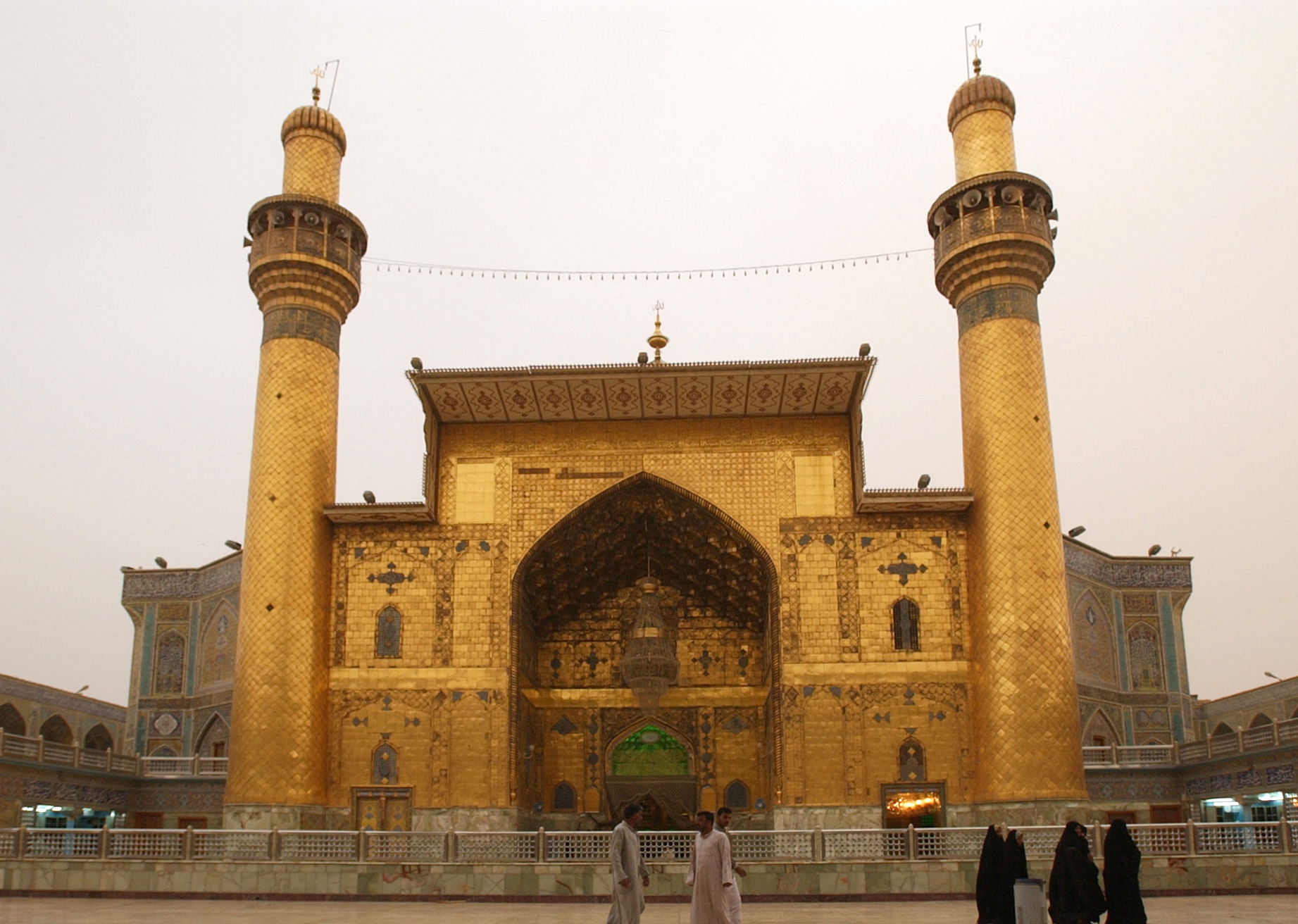
最后一位“正统哈里发”阿里·伊本·艾比·塔里卜的陵墓位于伊拉克纳杰夫的阿里清真寺

632年6月8日，穆罕默德在麦地那逝世。而他在生前亦没有指定继承人，有些新加入的部落酋长们认为，他们对穆罕默德的服从，已经随着穆罕默德的去世而告终结。于是，各部落停止进贡，各行其是。这一变故在伊斯蘭教歷史上视作“叛教”，引起了日後一系列的平叛战争。为了让穆斯林力量得以團結，最后经各派协商，同意由穆罕默德的好友阿布·伯克尔出任穆斯林的領袖，称为哈里发（意为真主使者的继承人）。正是在他的领导下，叛教的部落重新回到了信徒的行列，阿拉伯半岛恢复了统一，阿拉伯人开始了最早的对外（東羅馬帝國、波斯帝國薩珊王朝）戰爭，穆斯林則認為是防衛性進攻。
634年，正當兩大帝國因長期互相征伐而國力耗損，人心厭戰之際，奧马爾一世（634—644年在位）当选第二任哈里發，称为“真主使者的继承人的继承人”，从此开始担任了穆斯林军队的总司令。他指揮將領率领贝都因人為主的穆斯林军队进入叙利亚地區，接连击败拜占廷軍隊，636年攻陷大马士革，两年后进军耶路撒冷地区；继而分兵东西两路，展开全面进攻。东线接连攻破波斯军队防线，占领了伊拉克和伊朗大部地区；西线繼續连败拜占廷，順勢占领巴勒斯坦和埃及。

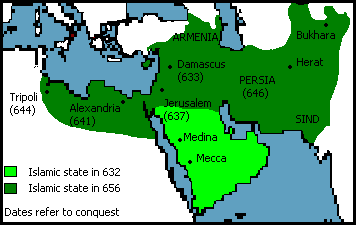
656年的阿拉伯帝国领土

從奧马爾遇刺到第三任哈里发鄂圖曼在位时，帝国扩张战争更是势不可挡。东线阿拉伯军队乘胜追击战败的波斯萨珊王朝，进军呼罗珊。651年，萨珊王朝灭亡，阿拉伯帝国夺得呼罗珊、亚美尼亚和阿塞拜疆等地。帝国西线大军则繼續攻入北非利比亚的昔兰尼加。
正当对外扩张战争势如破竹时，帝国内部发生分裂。以阿里·伊本·艾比·塔里卜为首，哈希姆家族中部分親阿里派的人对出身于倭马亚家族的鄂圖曼出任哈里发的合法性提出质疑，并组建起什葉派，与普遍接受鄂圖曼繼位的遜尼派相对立。穆斯林首次内部分裂由此开端。656年，隨後鄂圖曼亦不幸遇刺，阿里继任哈里发。但此時反以叙利亚总督穆阿维叶为首的倭马亚家族拒不承认阿里政权。双方数次火拼，未分胜负，僵持不下。不久，什叶派内部又出现分裂，部分对阿里表現不满的激進穆斯林组建了一个“軍事民主派”——哈瓦立及派。661年，该派刺杀阿里，神权共和时代（正统哈里发时期）结束。
最初的四大哈里发由穆斯林公社以協商、选举方式产生，历史上将这4位領袖统治时期称之为神权共和时期，又称四大哈里发时期。一般阿拉伯史学家把神权共和时期的四位哈里发叫做“拉什顿”（al-Rāshidūn，意為正统派）。这一时期，帝国版图迅速扩张，为阿拉伯帝国奠定了基础。
在此期间，历任哈里发利用北方拜占庭、波斯两大帝国长期争战的有利时机，以及對當時的阿拉伯社會來說，伊斯兰教這種新的信仰給他們的部落带来前所未有的团结和力量，配合他们獨有的沙漠作战经验（特别是利用有沙漠之舟稱號的骆驼，而不是像北部的邻居那样骑在马上作战），以“圣战”之名进行大规模的武力扩张，功效確是超乎想像的強大。

### 倭马亚王朝时期（661年—750年）

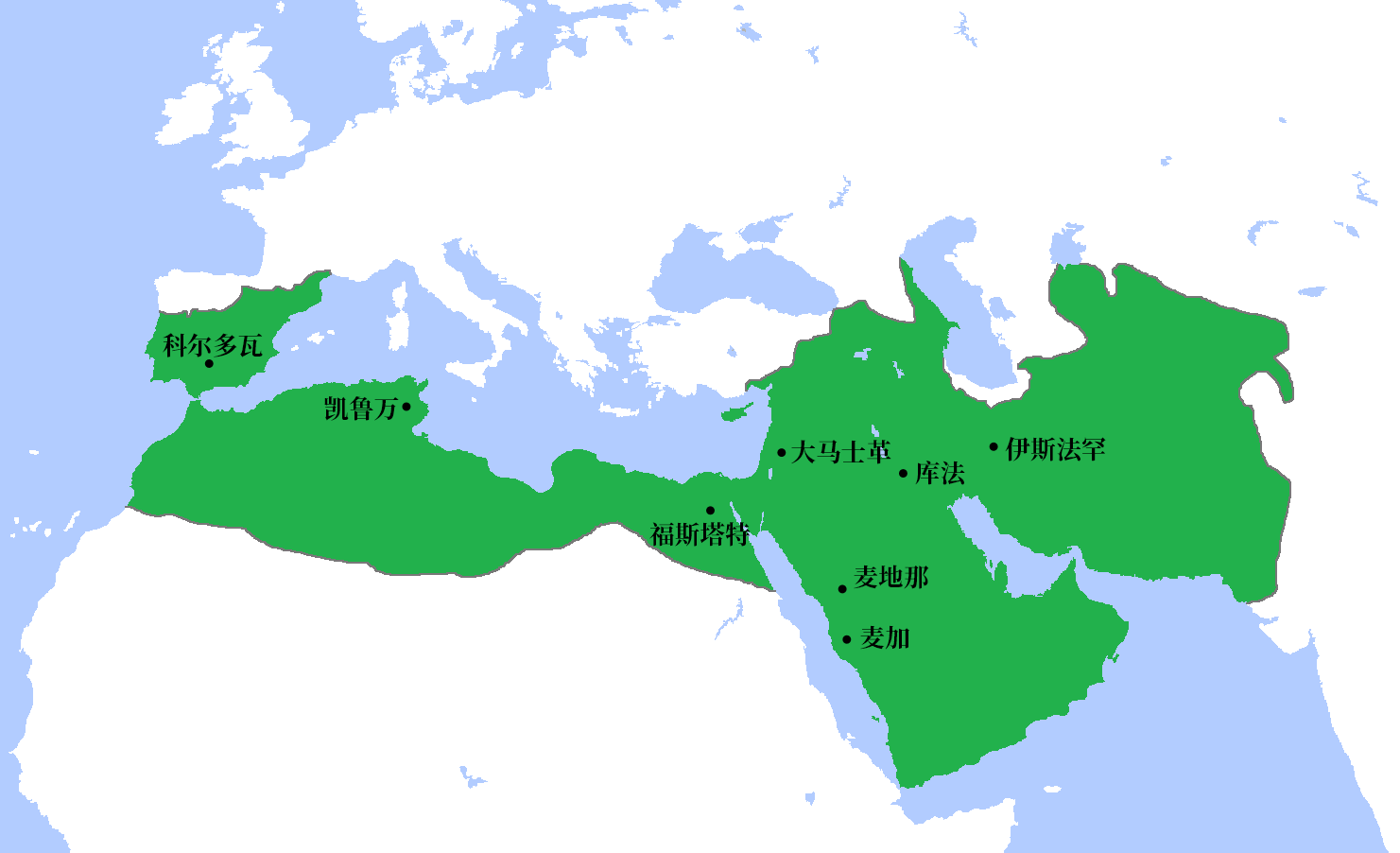
倭马亚王朝的最大疆域

大马士革的倭马亚清真寺

公元661年，倭马亚家族的叙利亚总督穆阿维叶即位哈里发，以大马士革为首都，建立了倭马亚王朝，由於國內的穆斯林穿著白衣，因此又稱之為白衣大食。他将哈里发改为世袭，实际上成为了帝国的君主。其统治期间，阿拉伯社会开始进入鼎盛时代，阿拉伯语成为帝国的官方语言，政府文件必须用阿拉伯语书写。
倭马亚王朝时代是阿拉伯人军事扩张的第二个高峰期。8世纪初，倭马亚王朝的政权巩固以后，阿拉伯人开始发动大规模的对外战争。在东线、阿拉伯军队侵入中亚，占领喀布尔、布哈拉、撒马尔罕和花拉子模等广大地区，直至帕米尔高原，与唐朝相对峙。另一支东线军队向南攻入南亚次大陆的北端，占领信德一带。北线的聲勢和規模最為浩大，倭马亚王朝甚至曾3次发兵，围攻东罗马帝国首都君士坦丁堡，直到717年君士坦丁堡戰役慘敗而元氣大傷才終止。西线的进攻最为猛烈，不仅占领从突尼斯、阿尔及利亚直到摩洛哥的马格里布地区，还以新皈信伊斯兰教的北非土著柏柏尔人为主力，于711年跨过直布罗陀海峡，攻入西欧的伊比利亚半岛。消灭西哥特王国后，阿拉伯人翻越比利牛斯山脉，攻入西欧法兰克王国。732年，阿拉伯人在圖爾戰役中失利，停止向西欧内陆的进攻。不过，他们在意大利半岛和法国的地中海沿岸仍频频得手。到了8世纪中叶的倭马亚王朝后期，阿拉伯帝国的版图西临大西洋，东至印度河，成为地跨亚、非、欧三大洲的庞大军事帝国，面积达到1340万平方公里，统治的人口达到约3400万。

750年的阿拉伯帝国领土

倭马亚王朝貴族為首的阿拉伯統治者残暴地统治其征服領地，导致众多被征服民族的怨恨不断加剧。同时，逊尼派、什叶派及其他派别的教派争斗日趋激烈，并逐渐与阶级、民族矛盾联结在一起。帝国不仅未能彻底把什叶派镇压下去，反而又出现了一个自稱为先知叔父阿拔斯的后裔的阿拔斯派。各种反抗力量在720年后开始逐渐汇合。

### 阿拔斯王朝时期（750年—1258年）

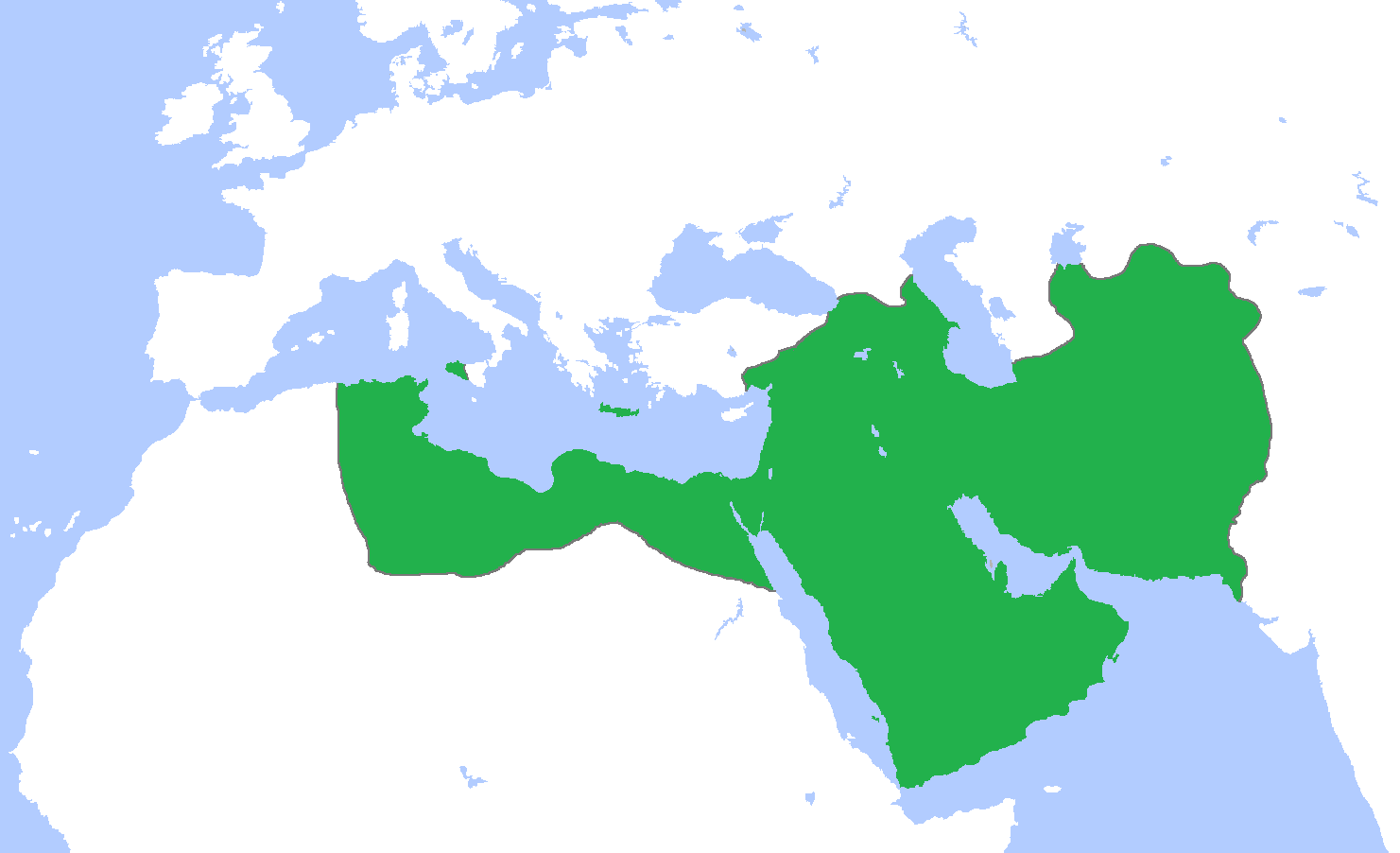
公元800年，哈伦.拉希德时期的阿拔斯王朝极盛时的领土疆域

747年，阿拔斯的后裔阿布·阿拔斯利用波斯籍释奴阿布·穆斯林在呼罗珊的力量，联合什叶派穆斯林，于750年（一说752年）推翻了倭马亚王朝的统治，建立了阿拔斯王朝。阿拔斯王朝旗帜多为黑色，故中国史书称该王朝为黑衣大食。
阿拔斯王朝建立之初，大肆捕杀倭马亚余党。阿布·阿拔斯死后，阿拔斯王朝发生内战，曼苏尔胜利后，杀害了阿卜杜拉·伊本·阿里及阿布·穆斯林，并残酷地镇压了呼罗珊人民起义。
哈里发曼苏尔执政时，以伊拉克为中心，在底格里斯河畔营建了新都巴格达，于762年迁都至此。该城宏伟壮观，人口众多，商贸繁盛，是与当时的长安、君士坦丁堡齐名的国际性大都市。阿拔斯王朝建立后最初的近100年，特别是哈伦·拉西德和麦蒙执政时期，是阿拉伯帝国的极盛时代。
公元8—9世纪时，帝国政治较为稳定，生产力发展较快，经济和贸易繁荣，成为帝国的鼎盛时期。此间，帝国的科学文化也获得许多重要成就，对东西方文化交流起了积极的推动作用。9世纪初阿拉伯帝国的领土面积为1260万平方公里，人口为2860万。
但是，为了维持国家的运转，帝国一直不断加强对农民、手工业者和奴隶的残酷剥削，致使阶级矛盾、民族矛盾和宗教矛盾处于不断激化之中，人民起义、教派斗争此起彼伏。早在阿拔斯王朝创建之初，倭马亚家族的后裔就在伊比利亚半岛割据独立，建立后倭马亚王朝（756年—1236年），由于服色尚白，中国史书称为“白衣大食”，与阿拔斯王朝分庭抗礼。788年，北非摩洛哥又出现了什叶派的伊迪里斯王朝。
进入9世纪之后，人民起义遍及帝国全境，其中声势最为浩大的有巴贝克起义、黑奴起义和卡尔马特起义。阿拔斯王朝因此国势日衰。同时，9世纪中叶以后，從中亞來的突厥人逐渐取得权势。突厥将领掌握军权，任意废立甚至杀害哈里发。哈里发完全成为他们手中的傀儡。
帝国内部经济基础的差异和由军事封土造成的强大地方势力，促使割据局面的形成。各地总督和军事统帅因封土制的推行而逐渐获得的强大的经济基础和军事力量，对阿拔斯王朝统治构成了严重威胁。东西各地几十位总督、军事统帅皆乘机自立，相互攻伐征战，并力图染指中央政权。800年，大将伊本·艾格莱卜在获得突尼斯封土之后，当年便建立艾格莱卜王朝（822年－875年）。868年，埃及总督阿哈默德·图伦宣布独立，建立图伦王朝（868年—905年）。东方各省继塔希尔王朝之后，又相继出现了萨法尔王朝（867年－903年）、萨曼王朝（874年－999年）。909年，什叶派穆斯林在突尼斯建立法蒂玛王朝（或哥疾宁王朝），先后征服阿尔及利亚、叙利亚、埃及、撒丁岛，973年迁都开罗，由于服色尚绿，中国史书称为「绿衣大食」。890年，由阿布·阿杜拉创立的卡尔马特教派在哈马丹·卡尔马特领导下于伊拉克南部库法地区举行起义，势力迅速扩及波斯、中亚一带，并于899年在波斯湾西岸的巴林建立了卡尔马特国家，先后延续200余年。
此外，阿拉伯人在北非西部建立了伊德里斯王朝；摩苏尔和阿勒颇建立了哈姆丹尼王朝；波斯人和突厥人在波斯、中亚和小亚细亚等地建立了萨曼王朝、白益王朝、加兹尼王朝、塞尔柱帝国；在埃及、叙利亚和也门也建立了阿尤布王朝。大小王国在这一时期忽生忽灭。
10世纪以后，帝国四分五裂，实际统治区域仅限于巴格达及其周围地区，名存实亡。由裡海南岸的德莱木人白益第三子阿里于934年占领法尔斯的都城设拉子；945年其弟艾哈迈德进入巴格达，哈里发穆斯台克非成为白益家族的傀儡。各地封建主拥兵割据，独霸一方。1055年，另一支塞尔柱突厥人攻陷巴格达，解除了哈里发的政治权力，仅保有宗教首领的地位。

### 帝国的灭亡
紊乱的政局，为東羅馬帝國、西欧封建主和基督教会向东方入侵提供了有利的契机。早在9世紀末，東羅馬帝國的軍隊便開始再度入侵敘利亞，十世紀時更曾一度幾乎兵臨巴格達。11世纪开始的十字军东征更曾多次侵蚀阿拉伯帝国的疆域，圣城古都斯（耶路撒冷）更多次被血洗。塞尔柱突厥人等外來勢力被迫相繼引進以對付各種內憂外患。
塞尔柱突厥人的到来，使阿拉伯帝国一度出现中兴局面，1071年，曼奇克特戰役成功地暫時重創了東羅馬帝國並解除其威脅。当时，虽然帝国名义上的统治者还是哈里发，但是实权已经旁落到了塞尔柱突厥的“苏丹”手中。塞尔柱当权者十分尊重阿拉伯帝国的传统，基本承袭了帝国以往的各种封建典章制度。帝国又暂时恢复了统一局面。
但是，各种社会矛盾仍然存在，人民反抗继续发展，各种教派纷争愈发残酷。11世纪末，什叶派主要派别伊斯玛仪派（即「七伊玛目派」）中出现了一个极端恐怖的阿萨辛派，它以波斯西部的阿剌模忒堡为根据地，在神秘的山中老人哈桑·薩巴赫（又譯霍山）统率下专门从事暗杀哈里发、苏丹及达官贵人等排除異己的恐怖活动。
此外，军事封土制再次显示出对统一政权的侵蚀作用。11、12世纪之交，阿拉伯帝国又被那些手握重兵、拥有大片地产和税收大权的突厥封疆大吏分裂成10余个封建小邦。
12世纪末年，中亚新兴的花剌子模王朝取代塞尔柱人，控制了哈里发，但突厥诸邦分立的局面未有大的改观。
13世纪初，強大的蒙古帝国开始兴起，第一次蒙古西征就消灭了花剌子模。13世纪中叶，蒙古铁骑衝入西亚大地。1252年，成吉思汗之孙旭烈兀奉其兄蒙哥汗之命發動第三次西征。他率领蒙古军队洗劫了波斯、小亚细亚、美索不达米亚和叙利亚，并于1258年摧毁帝国首都巴格达，1260年攻占叙利亚首府大马士革。据说，除少数技艺高超的工匠外，巴格达全城居民都被屠杀，被屠杀人数约为9万人（《多桑蒙古史》中记载为80万人）。为了不让皇族的鲜血被战刀玷污，把巴格达哈里发穆斯台绥木裹在地毯裏被战马踩死，阿拉伯帝国滅亡。
阿拉伯帝國滅亡之後，「哈里發」的頭銜作為伊斯蘭教宗教領袖的稱號，一直被繼承下去。哈里發國由位於開羅的馬穆魯克王朝的控制之下，這奠定開羅在阿拉伯的地位。
1517年，鄂圖曼帝國征服了埃及，時任哈里發的穆台瓦基勒被俘。1543年，穆台瓦基勒死去，鄂圖曼蘇丹蘇萊曼一世宣布自己繼承哈里發的職位，成為全世界穆斯林的領袖。直到1924年，哈里發制度最終才由土耳其共和國的凱末爾完全廢除，但土耳其人不是阿拉伯人，加上凱末爾的世俗主義政策，並不被視為穆斯林的代表。直至1932年伊本·沙特統一阿拉伯半島并建立沙特阿拉伯，阿拉伯地区才重新建立一個統一的政權。

## 政治制度
除保持伊斯兰教（神权统治）原则外，阿拉伯帝国大量吸收以拜占廷帝国为主的其他文明国度的制度，形成一种伊斯兰世界所特有的、政教合一的君主专制政体。
阿拉伯帝国的继承制度既不同于中国的册封制，也不同于西方的长子继承制或是被某些地方所采用的幼子继承制，而是一种被伊斯兰世界所普遍接受的长者继承制，即由皇族中的现存的最年长者继承。由于政治斗争的残酷性，例如在帝國的後期，一个新皇位的继承者有時會将其所有的兄弟姐妹全部杀掉或将其关在自己的寝宫中，数十年不见天日。这样极易造成王位潜在继承者的心智扭曲或是知识匮乏，最终造成哈里发的素质低下，无力治国的局面出现。
- 元首：哈里发
- 中央官制
  - 军政官员、税收官员、宗教官员
- 地方官制
  - 五大行政区：总督（军政官员）、税务官、法官（专司穆斯林案件。非穆斯林由各自宗教领袖负责。）

## 经济和贸易

### 出产
富饶的两河流域为帝国提供了充裕的产品，主要作物包括小麦、大麦、稻米、椰枣和橄榄。在阿拨斯王朝期间，耕地面积和产量由于灌溉工程的发展而得以大幅增加。
此外，各省还提供了丰富的矿产资源：来自努比亚的黄金、兴都库什山脉的白银、伊斯法罕的铜以及中亚和西西里岛的铁，还有帝国境内丰富的宝石蕴藏。
在手工业方面，各地出产制造的亚麻布、棉、绒毯、陶器等制品（有时还有丝绸）既有利于本地消费，又有利于出口。阿拉伯人还从在751年怛罗斯战役中俘虏的中国战俘那里学会了造纸术。

### 商贸
商业在阿拉伯帝国经济中占有重要地位。首都巴格达不仅是阿拉伯帝国的政治中心，也是商业码头。此外，巴士拉、安条克、开罗、大马士革、亞歷山卓、凯鲁万、撒马尔罕、尼沙布尔、赫拉特、布哈拉、科尔多瓦等城市也都是东西方中介贸易的重要商埠。
據傳，早在伊斯兰教先知时期，穆罕默德曾說過，“商人是世界的信使和安拉在大地上的忠实奴仆”，并断定忠实的穆斯林商人在复生日将“居于安拉宝座的荫影之下”。《古兰经》也明确规定鼓励和保护商业是所有穆斯林必备的义务和道德。随着帝国的形成，商业贵族也成为上层统治阶级的重要组成。文化传统、地理位置、商人的社会地位和商业的巨大收益，使阿拉伯帝穆斯林国出现了与当时东西方封建文明不尽相同的工商业繁荣局面。很多穆斯林商人活跃于亚欧非三大洲，从事以中介贸易为主的商业活动。阿拉伯斯林商人的活动范围从东南亚的苏门答腊、马来亚到南亚印度，再到西南欧的西班牙、北非的摩洛哥，甚至北欧波罗的海和斯堪的纳维亚半岛都有。当时，廣東的广州、福建的泉州、江苏的扬州等地也聚居着大批穆斯林商人。中国的丝绸、瓷器，印度和马来群岛的香料、矿物、染料、蔗糖，中亚的宝石，东非的象牙、金砂，北欧和罗斯的蜂蜜、黄蜡、毛皮和木材等都是阿拉伯斯林商人经营的商品。
大规模的阿拉伯商业贸易，促进了亚欧非兰大洲各个农耕文明区域间的经济文化交往，推动了中世纪印度洋区域和地中海区域海上贸易的繁荣与发展。

### 海运
阿拉伯人的海上航行在发展航海业、造船业和帆船驾驶技术方面起着重要作用，促进了航海所必需的地理知识和其他知识的积累。阿拉伯海员在长期的航行过程中，研究和详细记述了印度洋上的季风，并且在航行中巧妙地利用了这种季风从而大大缩短了航行所需的时间。在古代阿拉伯的地理书籍中也记录了大量的海洋地理资料。
13—15世纪，阿拉伯人的航海技术得到了新的发展。十五世纪初，当中国明朝的航海家郑和的船队到达印度之后，郑和雇用了阿拉伯导航来继续前往东非的航行。一个世纪之后，卓越的阿拉伯航海世家的后代伊本·马吉德（自称“怒海之狮”）以熟谙如何在红海和印度洋的惊涛骇浪中航行而闻名，后被阿拉伯海员奉为“保护神”。正是在他的指引下，葡萄牙航海家达·伽马的船队才顺利渡过印度洋，开辟了通往印度的新航路。这一时期，阿拉伯海船上的装备也更加先进，从事远洋航行船只已拥有整套的航海仪器，如指南针、测岸标方位的等高仪、测太阳和星体高度的量角仪、水陀等，还绘制了标有岸上方位物坐标、水深和风向的海图和对景图。阿拉伯航海家的活动范围也日益扩大。在西欧沿海，非洲的东岸、北岸和西北岸，亚洲的南岸和东南海域，包括菲律宾和马鲁古群岛，都留下了阿拉伯海员和商人们的足迹。

## 文化、艺术和宗教

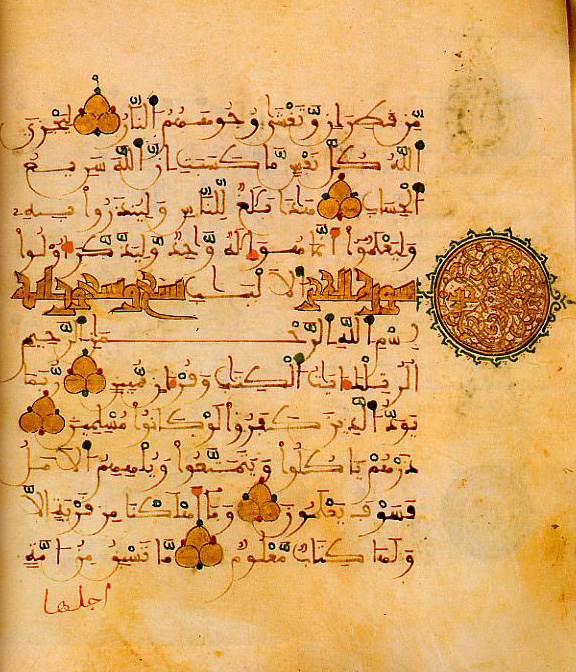
12世纪时的《古兰经》

穆罕默德和历代哈里发都奉行较开明的文化政策，这使得以伊斯兰教和阿拉伯语这两个将不同民族文化混成在一起的纽带为基础的阿拉伯文化得以高度发展。

### 文学
阿拉伯文学是阿拉伯伊斯兰文化中最具特色，也是阿拉伯人自己最引以自豪的领域之一。早期阿拉伯文学题材多为谚语、诗歌、故事，语言简洁明快、犀利、朴实，体现了阿拉伯人灑脫而率直的性格。帝国强盛的时代，文学作品以散文为主，文字优美，比喻的使用趋于上风。《天方夜谭》（或《一千零一夜》）在数百年时间中被不断完善。它汲取了印度、希伯來、波斯、埃及、中国和阿拉伯民间文学的精粹，使其成为阿拉伯乃至世界文学中的明珠。
除了自身的文学成就以外，在整理、翻译和改编古典著作方面，阿拉伯人也作出了卓越的贡献。9世纪初，阿拔斯王朝的哈里发为给伊斯兰神学寻找“理论支持”竭力鼓励并组织对希腊古典哲学的大规模翻译活动。“智慧之城”巴格达拥有一大批专门的翻译人才。据说，翻译的稿酬以与译著重量相等的黄金来支付。柏拉图、亚里士多德、欧几里得、托勒密、盖伦、希波克拉底等大批希腊人、印度人和波斯人的哲学、科学和医学名著的译本经過整理、注释之后，相继问世。这一人类翻译史上的伟大工程，使得人类古典文明的辉煌成果得以延續至中世紀，又为阿拉伯文化的发展奠定了较为坚实的基础。在欧洲文艺复兴时期，经历了神权统治的中世纪，古希腊的著作在義大利與西欧等地並不多見，而這些區域的人們在當時曾靠住在希臘半島向西遷徙的人們攜帶的希臘羅馬著作以及这些阿拉伯文的译本才得以了解先人的思想，继而开始他们的文艺复兴的。

### 哲学
阿拉伯人认为，除神学外，哲学是了解世界的必备知识。在融合伊斯兰教“天启”与希腊“贤哲探求”精神的事业中，帝国涌现出一批哲学家。阿拉伯第一位哲学家肯迪（一譯「金迪」，801年－873年）、倡导原始精神的法拉比（Al-Farabi，870年－950年）、完成融合希腊哲学与伊斯兰教神学的巨匠伊本·西拿（980年－1037年）和独树“双重真理”学说的伊本·鲁德（1126年－1198年）等，对中世纪和后来人类哲学的发展做出了巨大贡献。

### 历史学
阿拉伯历史学家多采用叙述的方式，除应用个人的判断，对于不同的若干组资料加以抉择，对于论据加以组织外，很少致力于史料的分析、批判、比较或推断。
保存下来的最早的阿拉伯语历史作品最初的题材，是以前的传奇以及环绕着穆罕默德的各种宗教传说。第一部以宗教传说为基础的著作，是《天使传》，著者是伊本·易斯哈格；接着而来的历史著作，是记载穆斯林征战的著作，叫做《武功纪》，著者為瓦吉迪。后来较正规的历史学家中，包括阿卜杜拉·伊本·穆斯林·伊本·古太白（著有《知识书》（Kitāb al-Ma'ārif）），艾卜·哈尼法·艾哈迈德·迪奈韦里（著有《长篇记述》（al-Akhbår al iwål），叶耳孤比（著有《世界史摘要》），哈木宰·伊斯法哈尼等。
泰伯里和麦斯欧迪是公认最伟大的阿拉伯历史学家，其成就是后人难以逾越的高峰。
泰伯里的名字是穆罕默德·伊本·哲利尔，号艾卜·哲耳法尔（838年—923年），写下了两部伟大的著作：《历代先知和帝王史》（Ta'r khal-Rusul w-al-Mulk），另一部是《古兰经注》。
艾卜·哈桑·阿里·麦斯欧迪，被称为阿拉伯的希罗多德，他是采用纪事本末体编写历史的第一个阿拉伯人。他把所搜集到的资料编成三十册的伟大著作，可惜保存到现在的，只有一部摘要：《黄金草原和珠玑宝藏》（Mur jal-Dhahab wa-Ma'din al-Jawhar）。在这部百科全书式的著作中，麦斯欧迪除研究正规的穆斯林的题目外，还用研究了印度、波斯、罗马、犹太的历史和宗教。麦斯欧迪还是一位博物学家，他把关于矿物、植物、动物之间的秩序的见解总结起来，写成一本专论，叫做《提醒和监督》。

### 艺术
阿拉伯世界对于艺术美有独特的追求。由于伊斯兰教反对偶像崇拜，阿拉伯艺术作品中缺少对人物和动物造型的塑造。艺术家们的才思智慧都集中在书法艺术、几何图案和巧妙别致的构思中，具有明显的抽象法和形式化的特征。
阿拉伯艺术家的独特构思在华美壮丽的清真寺建筑的结构装饰上集中地体现出来。高高的宣礼尖塔、大圆屋顶、半圆凹壁和马蹄形拱门为基本特点的千万座清真寺，形成了世界建筑中的独特风格。

### 教育
昆它布（kuttāb，意為「小学校」）：接受六岁以上儿童学习，以《古兰经》为核心，学习朗读和书法；此外，加之阿拉伯语法、历代先知的故事、初等算术原理和诗词。女子可接受初级的宗教教育。小学教师的社会地位较低。
第一所著名的高等教育机关，是麦蒙于830年建立的智慧馆。这是一个翻译馆，科学院和公共图书馆的综合体。
尼采米亚大学，尼札姆·穆勒克在1065年创建的，是一所宗教大学，专门研究沙斐仪派的教律学和正统的艾什耳里派的教义学。《古兰经》和古诗，是这所学校人文学的主要课程。
清真寺在教育体系中起到很大的作用，除了昆它布附属于清真寺之外。其中有举行圣训学的课程，还有不少学者集会讲授各种学科，所有穆斯林都可以自由进入清真寺听讲。清真寺还是图书收藏所。

## 科学技术

### 天文
帝国的天文学在宗教、生产和航海贸易的需求下得以高度发展。阿拉伯人在巴格达、大马士革、开罗、科尔多瓦等地建有当时世界一流的天文台，并研制了相当精密的天文观测仪器。以花剌子密、白塔尼和马吉里等为代表的阿拉伯天文学家们所取得的成就，代表着当时人类天文学的最高水平。现代许多行星的命名和天文学术语都源自阿拉伯人。他们连续的天文观测，为文艺复兴时期的欧洲天文学家提供了约900年的记录资料。

### 地理

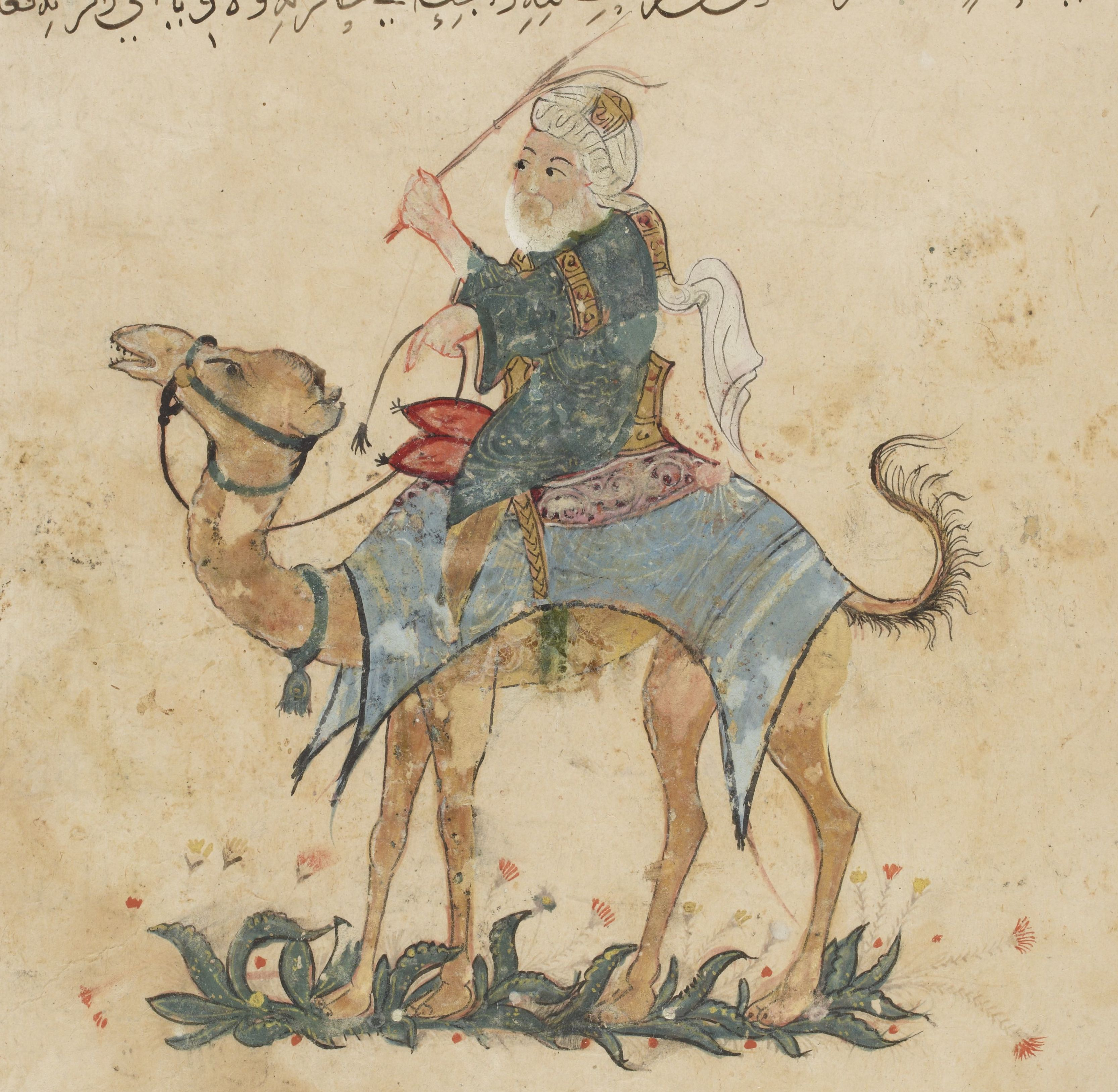
伊本·白图泰

辽阔的阿拉伯帝国还培养了一批地理学家。花剌子密所著的《地形志》、伊本·胡尔达兹贝的《各地知识的最佳分类》、雅各特的《地名辞典》等，都是后人认识当时中亚、西亚、北非等地理概貌的经典文献。14世纪，伊本·白图泰历时30年，行程12万公里，东到中国、西至格拉纳达、北达钦察汗国萨莱、南抵西非马里的广大区域内，都留下了他的身影。他留下了长篇游记《在美好国家旅行者的欢乐》，同时具有很大的史学价值。

### 数学
阿拉伯人在数学上也取得了很高的成就，突出体现在对印度数字与零符号体系的改造与推广，它不仅方便了阿拉伯人的日常生活，也导致了人类计算领域的一场革命。另外，来自花剌子模的波斯人花剌子密用印度数字（也就是我们现在所称的阿拉伯数字）编写了《积分和方程计算法》一书，系统阐述了最早的三角函数表，并首次将代数理论发展成为独立的学科。欧麦尔·海雅木和艾卜·瓦法在方程计算理论上也颇有造诣。

### 医学

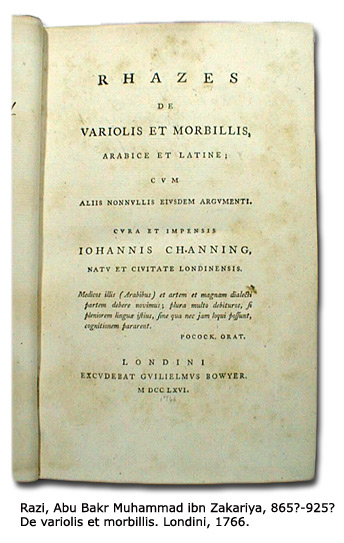
穆罕穆德·拉齐斯所著《论天花和麻疹》

相传先知说学问有两种：一是教义学，二是医学，可见阿拉伯人对医学的重视。伊斯兰教的医药学以希腊医药学为基础，但帝国地理上的扩展，使得穆斯林们获得了更多新的疾病和新的药物的相关知识。药剂师和医生要经过考试，才能营业。他们在古代的医药典籍中增加了水银、丁香、肉桂、龙涎香、樟脑等药物药剂。当时阿拉伯商船曾将药物大批运往意大利。15世纪初，中国明朝郑和的船队也在阿拉伯采购了大量的药材，并交流医学知识。直到17世纪以前，被欧洲人尊称为“穆罕穆德·拉齐斯”的艾卜·伯克尔·穆罕默德·伊本·宰克里雅·拉齐（865年—925年）和“阿维森纳”的艾布·阿里·侯赛因·伊本·西拿（980年—1037年）的医学著作，一直被用作欧洲医学院的教科书。
当时的经典医学书籍有：
- 阿里·伊本·赛海勒·赖班·泰伯的《智慧的乐园》（Fir-daws al-Hikmah）；
- 艾卜·伯克尔·穆罕默德·伊本·宰克里雅·拉齐的《曼苏尔医书》（Kītāb al-Tibb al-Mansūri）和《医学集成》（al-Hāwi）；
- 阿里·伊本·阿拔斯·麦朱西（Haly Abbās al-Majūsi）的《医学全书》（Kitab Kamil as-Sina'a at-Tibbiyya）
- 伊本·西的《治疗论》（Kitāb al-Shifā'）和《医典》（al-Qānūn fial-Tibb）；
- 阿里·伊本·伊萨（Jesu Haly）的《眼科医生手册》（Tadhkirat al-Kahhālin）；

### 化学
阿拉伯人在研究化学等自然科学中，采用客观实验的方法。这是当时一个决定性的改革。在化学方面，阿拉伯人也做出了杰出贡献。他们在巴比伦、古埃及、古希腊的传统和实践的基础之上，增添了印度和中国的化学知识，并且花费大量的时间与精力，寻找点金石和研究炼丹术。但是根据他们的记录表明，他们已发展起了尖端的实验技术，能够制造各种药物，生产苏打、明矾、硫酸铁等各类用于工业生产（特别是纺织业）的化学制剂。由于化学的进步，阿拉伯人很早就改良了化妆品、香水、肥皂的制造工艺，后来在十字军东征，香水和肥皂一起传入欧洲。
阿拉伯炼金术的开创者是查比尔·伊本·哈彦，他比早期的希腊和埃及的炼金术师更能够认识而且陈述实验的重要性，在化学的理论和实践方面，他都有了显著的提高。查比尔在其论文中科学地叙述了化学上的两种主要操作：煅燒和还原。还改良了蒸馏、升华、熔化、结晶等手段。这对后来阿拉伯，乃至欧洲都有着很大影响，穆斯林化学家称查比尔为先师。

### 物理
阿拉伯学者对物理学的贡献也非常大。他们制作了许多精确的仪器，测量物质密度和大气层引力。
伊本·海赛姆（965年—1038年）是伟大的物理学家和阿拉伯光学之父，他研究光的反射和折射，说明光在同物质中是在一条直线上传播的，著作《论光学》，奠定了光学的基础。

## 社会结构
帝国的社会结构发生过一些变化，但主要分为四层：

### 阿拉伯人
上层由先知家族、历代哈里发家族、重要的迁士和辅士家族及各地总督等组成，下层为普通的阿拉伯武士。他们享有许多特权。

### 麦爾瓦利平民
麦爾瓦利平民是非阿拉伯血统的新皈依伊斯兰教的穆斯林或半阿拉伯血统穆斯林，多为叙利亚人和波斯人，在帝國初期，他们的社会待遇大大低于阿拉伯血统的穆斯林。

### 保護民
或是吉米人，屬帝国境内的有經人，主要是基督徒、犹太教徒和琐罗亚斯德教徒。根據伊斯蘭教傳統，穆斯林不可逼迫他們，但如遇到少數暴君，政治压迫、经济剥削和种种宗教、社会歧视都可能出現：曾有殘暴的君主違反伊斯蘭教原則，強迫所有吉米必须穿着规定的服装，不許穿綠色衣服，不許騎馬。或必须把木制魔鬼置于房屋墙上，下令法庭不可接受吉米人作证等，但是過去和現今社會、還是很多以伊斯蘭教為主要目的，唆使或者強迫進教的不在少數。与中世纪欧洲境内非基督教徒相比是差不了多少。雖然他们可以保持原有信仰，享有财产权，甚至可以在国家的高级机构中任职，无须参加圣战，也不用担心因信仰异教而被流放或被送上宗教審判所的火刑柱。但是現今情況不同，所以對此有所保留。

### 奴隶
最低等级，沒有身為人的基本權利。
奴隶买卖在阿拉伯帝国境内十分兴隆。936年夏天，一个波斯商人用400艘船从非洲运来约12,000名黑奴。11世纪的布哈拉有一整条“人贩子街”。奴隶市场上还出售来自希腊、俄罗斯的奴隸和来自中亚和印度的突厥人奴隶。奴隶用于采矿、水利工程、宫廷作坊和军队，也用于私人的宅内劳动和手工业劳动。

## 外交

### 阿拉伯帝国和唐朝
据说，默罕默德曾经告诫他的弟子们说：“学问虽远在中国，亦当求之。”据《旧唐书·西域传》记载，唐高宗永徽二年（651年），阿拉伯帝国第三任正统哈里发奥斯曼派遣使节抵达长安与唐朝通好，唐高宗即为穆斯林使节敕建清真寺。此后双方来往频繁。在中国史书的记载中，大食使节来访次数达37次。
唐玄宗天宝十年（751年），阿拔斯王朝及其属国的军队在怛罗斯战役中交戰並击败了唐朝将领高仙芝率领的唐朝和葛逻禄部联军，成功巩固了中亚西部河间地区的控制权，与唐帝国隔葱岭相对，此戰是唐阿兩國第三次軍事衝突。
唐玄宗天宝十四年（755年12月16日），安史之亂爆發後，吐蕃趁唐将西域兵力调回、防务空虚之际，联合阿拉伯人进攻唐朝。安史之乱后，吐蕃与阿拉伯又在葱岭以西多次交兵，争夺匈奴的控制权。在这个过程中，回纥作为唐的盟友得以崛起。
751年后，中國之外的第一个造纸作坊出现在阿拉伯境内的撒馬爾罕。《旅程和王国》一书有这样一句话：“纸是由俘虏自中國引入撒马尔罕的。”几乎与此同时，巴格达也出现了造纸作坊。他们的造纸技术都是由来自中國的工匠师傅传授的。造纸术后来从阿拉伯传往欧洲。
继造纸术之后，其他一些中國发明也通过丝绸之路传进阿拉伯帝国，后来通过帝国的西班牙、西西里和法国部分地区传遍欧洲，对西方的文明产生了很大的影响。
公元8世纪中叶，唐朝的杜环去过阿拉伯地区，足迹远至北非马格里布地区的摩洛哥，并且将其所见所闻写成书籍《经行记》，为中阿交往留下珍贵的记录。
伴随科学与文化交流的发展，不仅伊斯兰教传入了中國，而且阿拉伯帝国先进的数学、天文历法与航海、地理知识也开始被中國人了解。
公元10世纪，阿拉伯商人苏莱曼与航海家伊本·瓦哈比的商船由巴士拉与希拉（Siraf）经海上丝绸之路驶进中国的广州港。之后，他们对于中國风土人情的大量的叙述（由Abu Zeid Hassan整理），使得当时的阿拉伯世界进一步认识了中國。此类故事可能为阿拉伯名著《一千零一夜》提供了与中國有关的素材。

## 统治者列表
| 哈里发      | 统治时期     | 在位时长 |
| ----------- | ------------ | -------- |
| 阿布·伯克尔 | 632年－634年 | 2年      |
| 奥马尔一世  | 634年－644年 | 10年     |
| 奧斯曼      | 644年－656年 | 12年     |
| 阿里        | 656年－661年 | 5年      |

| 哈里发          | 统治时期     |
| --------------- | ------------ |
| 穆阿维叶一世    | 661年－680年 |
| 叶齐德一世      | 680年－683年 |
| 穆阿维叶二世    | 683年－684年 |
| 馬爾萬一世      | 684年－685年 |
| 阿卜杜勒·马利克 | 685年－705年 |
| 瓦利德一世      | 705年－715年 |
| 苏莱曼          | 715年－717年 |
| 奥马尔二世      | 717年－720年 |
| 叶齐德二世      | 720年－724年 |
| 希沙姆          | 724年－743年 |
| 瓦利德二世      | 743年－744年 |
| 叶齐德三世      | 744年        |
| 易卜拉欣        | 744年        |
| 馬爾萬二世      | 744年－750年 |

| 哈里发       | 统治时期       |
| ------------ | -------------- |
| 阿布·阿拔斯  | 750年－754年   |
| 曼苏尔       | 754年－775年   |
| 迈赫迪       | 775年－785年   |
| 哈迪         | 785年－786年   |
| 哈伦·赖世德  | 786年－809年   |
| 阿明         | 809年－813年   |
| 马蒙         | 813年－833年   |
| 穆阿台绥姆   | 833年－842年   |
| 瓦提克       | 842年－847年   |
| 穆塔瓦基勒   | 847年－861年   |
| 蒙塔塞尔     | 861年－862年   |
| 穆斯塔因     | 862年－866年   |
| 穆塔兹       | 866年－869年   |
| 穆克塔迪     | 869年－870年   |
| 穆塔米德     | 870年－892年   |
| 穆塔迪德     | 892年－902年   |
| 穆克塔菲     | 902年－908年   |
| 穆克塔迪尔   | 908年－932年   |
| 卡希尔       | 932年－934年   |
| 拉迪         | 934年－940年   |
| 穆塔基       | 940年－944年   |
| 穆斯塔克菲   | 944年－946年   |
| 穆提         | 946年－974年   |
| 塔伊         | 974年－991年   |
| 卡迪尔       | 991年－1031年  |
| 凯姆         | 1031年－1075年 |
| 穆克塔迪     | 1075年－1094年 |
| 穆斯塔兹希尔 | 1094年－1118年 |
| 穆斯塔尔希德 | 1118年－1135年 |
| 赖世德       | 1135年－1136年 |
| 穆克塔菲     | 1136年－1160年 |
| 穆斯坦吉德   | 1160年－1170年 |
| 穆斯塔迪     | 1170年－1180年 |
| 安-纳西尔    | 1180年－1225年 |
| 查希尔       | 1225年－1226年 |
| 穆斯坦绥尔   | 1226年－1242年 |
| 穆斯台绥木   | 1242年－1258年 |

## 延伸阅读
[在维基数据编辑]
 《欽定古今圖書集成·方輿彙編·邊裔典·大食部》，出自陈梦雷《古今圖書集成》
 《舊唐書·卷198》，出自刘昫《舊唐書》
 《新唐書·卷221下》，出自《新唐書》
 《宋史·卷490》，出自脱脱《宋史》